# Potenza Sport Club 2007-2008
Questa voce raccoglie le informazioni riguardanti il Potenza Sport Club nelle competizioni ufficiali della stagione 2007-2008.

## Rosa
| N. |                   | Ruolo | Calciatore           |
| -- | ----------------- | ----- | -------------------- |
|    | Italia (bandiera) | D     | Raffaele Ametrano    |
|    | Italia (bandiera) | C     | Matteo Berretti      |
|    | Italia (bandiera) | D     | Vincenzo Bevo        |
|    | Italia (bandiera) | D     | Giovanni Bruno       |
|    | Italia (bandiera) | C     | Andrea Cammarota     |
|    | Italia (bandiera) | P     | Domenico Cecere      |
|    | Italia (bandiera) | C     | Emiliano Corsi       |
|    | Italia (bandiera) | D     | Luigi Cuomo          |
|    | Italia (bandiera) | D     | Danilo D'Ambrosio    |
|    | Italia (bandiera) | A     | Ciro De Cesare       |
|    | Italia (bandiera) | A     | Andrea Deflorio      |
|    | Spagna (bandiera) | A     | Alfonso Delgado      |
|    | Italia (bandiera) | C     | Vito Dellino         |
|    | Italia (bandiera) | C     | Antonio Del Mondo    |
|    | Italia (bandiera) | A     | Francesco Dettori    |
|    | Italia (bandiera) | D     | Fabrizio Di Bella    |
|    | Italia (bandiera) | P     | Giovanni Di Vincenzo |

| N. |                     | Ruolo | Calciatore             |
| -- | ------------------- | ----- | ---------------------- |
|    | Italia (bandiera)   | C     | Nino Falanga           |
|    | Italia (bandiera)   | P     | Eugenio Ferretti       |
|    | Italia (bandiera)   | C     | Alessio Galantucci     |
|    | Italia (bandiera)   | D     | Brando Garzelli        |
|    | Italia (bandiera)   | A     | Simone Grillo          |
|    | Italia (bandiera)   | C     | Cristian Ippoliti      |
|    | Italia (bandiera)   | P     | Rino Iuliano           |
|    | Mali (bandiera)     | A     | Amadou Konte           |
|    | Italia (bandiera)   | D     | Giuseppe Lolaico       |
|    | Italia (bandiera)   | D     | Luigi Malafronte       |
|    | Italia (bandiera)   | D     | Spartaco Memè          |
|    | Italia (bandiera)   | D     | Michele Mencarelli     |
|    | Italia (bandiera)   | A     | Gaetano Pignalosa      |
|    | Italia (bandiera)   | P     | Pietro Pipolo          |
|    | Paraguay (bandiera) | C     | Gonzales Kiese Rivaldo |
|    | Italia (bandiera)   | A     | Domenico Tassone       |
|    | Italia (bandiera)   | D     | Orlando Urbano         |
|    | Italia (bandiera)   | C     | Daniele Assante        |
|    | Italia (bandiera)   | A     | Marco Vianello         |

## Risultati

### Campionato

#### Girone di andata
| 26 agosto 2007 1ª giornata | Potenza | 4 – 0 | Pescara |  |

| 3 settembre 2007 2ª giornata | Sorrento | 0 – 1 | Potenza |  |

| 9 settembre 2007 3ª giornata | Potenza | 2 – 0 | Massese |  |

| 16 settembre 2007 4ª giornata | Juve Stabia | 1 – 1 | Potenza |  |

| 24 settembre 2007 5ª giornata | Potenza | 0 – 0 | Lanciano |  |

| 30 settembre 2007 6ª giornata | Crotone | 1 – 0 | Potenza |  |

| 8 ottobre 2007 7ª giornata | Potenza | 1 – 2 | Pistoiese |  |

| 14 ottobre 2007 8ª giornata | Sangiovannese | 1 – 0 | Potenza |  |

| 21 ottobre 2007 9ª giornata | Potenza | 1 – 0 | Martina |  |

| 29 ottobre 2007 10ª giornata | Ancona | 2 – 0 | Potenza |  |

| 1 novembre 2007 11ª giornata | Potenza | 2 – 2 | Lucchese |  |

| 5 novembre 2007 12ª giornata | Potenza | 2 – 2 | Taranto |  |

| 12 novembre 2007 13ª giornata | Gallipoli | 1 – 0 | Potenza |  |

| 18 novembre 2007 14ª giornata | Potenza | 1 – 1 | Sambenedettese |  |

| 25 novembre 2007 15ª giornata | Salernitana | 0 – 0 | Potenza |  |

| 3 dicembre 2007 16ª giornata | Potenza | 1 – 3 | Perugia |  |

| 9 dicembre 2007 17ª giornata | Arezzo | 3 – 0 | Potenza |  |

#### Girone di ritorno
| 16 dicembre 2007 18ª giornata | Pescara | 3 – 1 | Potenza |  |

| 23 dicembre 2007 19ª giornata | Potenza | 2 – 0 | Sorrento |  |

| 14 gennaio 2008 20ª giornata | Massese | 2 – 2 | Potenza |  |

| 21 gennaio 2008 21ª giornata | Potenza | 2 – 1 | Juve Stabia |  |

| 3 febbraio 2008 22ª giornata | Virtus Lanciano | 1 – 1 | Potenza |  |

| 10 febbraio 2008 23ª giornata | Potenza | 2 – 0 | Crotone |  |

| 17 febbraio 2008 24ª giornata | Pistoiese | 1 – 0 | Potenza |  |

| 24 febbraio 2008 25ª giornata | Potenza | 1 – 0 | Sangiovannese |  |

| 10 marzo 2008 26ª giornata | Martina | 1 – 1 | Potenza |  |

| 16 marzo 2008 27ª giornata | Potenza | 0 – 2 | Ancona |  |

| 22 marzo 2008 28ª giornata | Lucchese | 1 – 0 | Potenza |  |

| 31 marzo 2008 29ª giornata | Taranto | 1 – 0 | Potenza |  |

| 6 aprile 2008 30ª giornata | Potenza | 3 – 2 | Gallipoli |  |

| 13 aprile 2008 31ª giornata | Sambenedettese | 0 – 0 | Potenza |  |

| 20 aprile 2008 32ª giornata | Potenza | 0 – 1 | Salernitana |  |

| 27 aprile 2008 33ª giornata | Perugia | 0 – 1 | Potenza |  |

| 4 maggio 2008 34ª giornata | Potenza | 2 – 3 | Arezzo |  |